# John Charles Frémont
John Charles Frémont (Savannah (Georgia), 21 januari 1813 – New York (New York), 13 juli 1890) was een Amerikaans militair, ontdekkingsreiziger en politicus. Hij maakte diverse belangrijke ontdekkingsreizen naar de westelijke Verenigde Staten, droeg bij aan de onafhankelijkheid van Californië van Mexico, en was Republikeins presidentskandidaat bij de presidentsverkiezingen van 1856.

## Jeugd
Op school was Frémont goed in wiskunde, maar werd hij wegens absentie verwijderd. Hij was een protegé van Joel Roberts Poinsett, en toen deze in 1838 minister van Defensie werd, kreeg Frémont een aanstelling als topograaf bij het leger. Hij hielp Joseph Nicollet bij diens onderzoek van het gebied rond de Missouri, en deed voor Nicollet zelfstandig een onderzoek bij de Des Moines. Datzelfde jaar trouwde hij met Jessie Benton, de dochter van senator Thomas Hart Benton. Hierna kreeg hij opdracht het westen te verkennen, ten dienste van de migratie naar Oregon.

## Jaren 1840
Op zijn eerste reis vertrok Frémont in 1842 vanaf de monding van de Kansas, met Kit Carson als gids en verder onder meer Charles Preuss. Hij reisde stroomopwaarts de Kansas, stak daarna over naar de Platte, en verder westwaarts, waarbij hij de Rocky Mountains overstak langs South Pass. Hij beklom de naar hem genoemde Fremont Peak (4188 m) in de Wind River Mountains. Hij keerde terug over South Pass en langs de Clearwater en Platte. Chefs van de Sioux waarschuwden hem toen hij in Fort Laramie was dat jonge krijgers zijn reis gevaarlijk zouden maken.
Direct in 1843 vertrok Frémont voor een nieuwe expeditie. Charles Preuss was opnieuw aanwezig; Thomas Fitzpatrick en vanaf Pueblo opnieuw Kit Carson dienden als gids. Vanaf South Pass reisde Frémont zuidwaarts, op zoek naar een pas in de centrale Rocky Mountains. Ook voer hij over het Grote Zoutmeer, op zoek naar de Bonaventura, een in werkelijkheid niet-bestaande rivier, waarvan beweerd werd dat ze tussen het meer en de Grote Oceaan stroomde. Terug in Fort Hall (in Idaho) werden de mannen die niet verder wilden reizen achtergelaten alvorens de expeditie Oregon binnentrok naar de Columbia. Hiermee was zijn eigenlijke opdracht voltooid, maar Frémont wilde meer en trok zuidwaarts naar Californië, in die tijd nog Mexicaans gebied. Tijdens zijn tocht zuidwaarts ontdekte hij Pyramid Lake en de Carson-rivier. Frémont had inmiddels een gebrek aan proviand. Om nieuwe proviand in te slaan, trok hij midden in de winter de Sierra Nevada over naar Sutter's Fort. Hij trok zuidoostwaarts door Californië langs de San Joaquin en Tehachapi Pass naar de Mohave Desert. Met Joseph Reddeford Walker als gids volgde hij de Old Spanish Trail terug oostwaarts naar het Utahmeer en de Arkansas. Frémonts verslag over zijn reis was populair, en diende als gids voor kolonisten die naar het westen trokken. In het bijzonder bracht het Brigham Young ertoe om met de mormonen naar Utah te trekken.
In 1845 was Frémont opnieuw op pad. Formeel werd hij geacht de Arkansas en Red River te onderzoeken. Hij trok vanuit St. Louis rechtstreeks naar Bent's Fort. Een groep onder leiding van James William Abert onderzocht de Canadian River. Met zijn uitgebreide expeditie, waaronder opnieuw Kit Carson en Joseph Reddeford Walker reisde hij stroomopwaarts de Arkansas, daarna westwaarts via Tennessee Pass naar de Colorado. Hij onderzocht het Great Salt Lake, stak Skull Valley, de Salt Lakewoestijn en de Sierra Nevada over en bereikte Sutter's Fort. Hij bezocht Monterey en sprak in het geheim met de Amerikaanse consul, Thomas O. Larkin.
Tegen de Mexicaanse gouverneur-generaal José Castro verklaarde hij dat zijn expeditie wetenschappelijk van aard was, en dat hij slechts op zoek was naar proviand, maar toen hij dat gekregen had, verliet hij Californië niet. De gouverneur beval hem te vertrekken, maar Frémont bleef, versterkte zijn kamp en hees de Amerikaanse vlag. Castro zette het beleg op het kamp op en Frémont werd gedwongen te vertrekken, via Sutter's Fort naar Klamath Lake. Een brief van president James K. Polk deed hem omkeren naar Californië, waar mede door zijn aanwezigheid de Amerikaanse bevolking in opstand kwam, de Bear Flag Revolt. Met troepen geleid door Robert Stockton nam Frémont Monterey en Los Angeles in, en Stockton benoemde hem tot gouverneur. Toen echter een leger onder Stephen W. Kearny vanuit New Mexico in Californië aankwam, werd Stocktons autoriteit afgenomen. Frémont werd door een militaire rechtbank schuldig bevonden aan muiterij, en ontslagen uit het leger. President Polk trok het besluit in, maar Frémont nam desondanks ontslag.

## Californië
Frémont was niet meer in dienst van het leger, maar bleef zich met ontdekkingsreizen bezighouden. In 1848 zocht hij een route door de Rocky Mountains langs de 38e breedtegraad, maar de tocht was een mislukking, waarbij sneeuwstormen aan 11 van zijn 33 mannen het leven kostten. Langs de Gila trok hij in 1849 alsnog naar Californië, waar hij hoorde dat het door hem aangekochte land langs de Mariposa Creek tot de gebieden behoorde waar goud was ontdekt (zie Californische goldrush), wat hem in de volgende jaren tot multimiljonair maakte. Tussen 1849 en 1851 was hij een van de twee eerste senatoren van de nieuwe staat Californië. In 1853 maakte Frémont zijn laatste ontdekkingsreis, van Kansas City westwaarts naar Californië, met als doel het zoeken van een route voor een spoorlijn naar de westkust.

## Politieke aspiraties

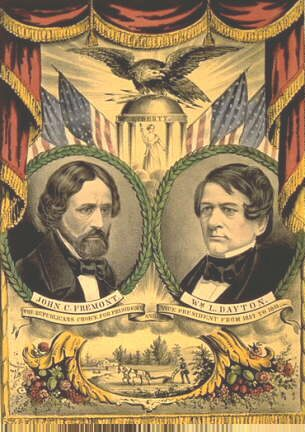
De Republikeinse kandidaten voor 1856: John Charles Frémont en William Lewis Dayton

In de presidentsverkiezingen van 1856 was hij de Republikeinse kandidaat voor het presidentschap, maar werd verslagen door de Democraat James Buchanan. In 1861 werd hij aangesteld als generaal-majoor van het westelijke leger, gelegerd in St. Louis. Hij was een verklaard tegenstander van de slavernij, en vocht enige tijd voor het noorden in de Amerikaanse Burgeroorlog, maar nam later ontslag. In 1864 deed hij voor de tweede maal een poging president te worden, namens de Radicale Republikeinen, maar trok zich terug om te voorkomen dat een door hem veroorzaakte split in de Republikeinse partij de overwinning aan de Democraten zou geven. Hij hield zich bezig met een zuidelijke spoorweg naar de westkust, maar de onderneming mislukte, en kostte hem het grootste deel van zijn met het goud gewonnen fortuin. Van 1878 tot 1881 was hij gouverneur van Arizona.

## Publicaties
- Report of the exploring expedition to the Rocky Mountains in the year 1842, and to Oregon and North California in the years 1843-'44 (Washington/Londen 1845)
- Notes of travel in California: comprising the (...) geographical, agricultural, geological, and mineral features of the country (New York 1849)
- Oregon and California. The exploring expedition to the Rocky Mountains (Buffalo 1851)
- Memories of my life. Together with a sketch of the life of Senator Benton by Jessie Benton Frémont (Chicago 1887)

- Bibliothèque nationale de France: cb12159054r (data)
- Author citation (botany): Frém.
- CiNii: DA10347809
- Gemeinsame Normdatei: 118693123
- International Standard Name Identifier: 0000 0001 0898 6263
- Library of Congress Control Number: n50025411
- National Archives and Records Administration: 10580513
- Nationale Bibliotheek van Tsjechië: xx0301007
- Nationale bibliotheek van Australië: 35102797
- Nationale Bibliotheek van Israël: 987007463573405171
- Nationale Bibliotheek van Polen: a0000003665987
- Nationale en Universitaire bibliotheek Zagreb: 000284521
- Nederlandse Thesaurus van Auteursnamen: 067893295
- PIC: 52190
- Réseau des bibliothèques de Suisse occidentale: 02-A003267972
- SNAC: w6zt3kwm
- Système universitaire de documentation: 030108772
- Trove: 827191
- Union List of Artist Names: 500341298
- Biographical Directory of the United States Congress: F000374
- Virtual International Authority File: 49265020
- WorldCat: E39PBJp6bdwrKy78dXrkDyWJjC